# Chris Steinfeld
Hans Christopher „Chris“ Steinfeld (* 14. Dezember 1959 in Denver) ist ein ehemaliger US-amerikanischer Segler.

## Erfolge
Chris Steinfeld nahm an den Olympischen Spielen 1984 in Los Angeles in der 470er Jolle teil. Gemeinsam mit Steve Benjamin belegte er den zweiten Platz hinter Luis Doreste und Roberto Molina sowie vor Thierry Peponnet und Luc Pillot. Mit einer Gesamtpunktzahl von 43 Punkten erhielten sie die Silbermedaille. Bereits vor den Spielen hatten sie gemeinsam jeweils die Silbermedaille bei den Weltmeisterschaften 1981 in Quiberon und bei den Panamerikanischen Spielen 1983 in Caracas gewonnen.
Steinfeld machte 1985 an der UC Santa Cruz einen Abschluss in Theaterwissenschaften.